# Dekapeptid
Dekapeptidy jsou oligopeptidy s molekulou složenou z deseti molekul aminokyselin, které jsou vzájemně propojeny peptidovou vazbou. Stejně jako téměř všechny peptidy jsou dekapeptidy důležitou součástí živých organismů. Často jsou také využívány ve farmacii.

## Angiotenzin I
Angiotenzin I je oligopeptid, který vzniká v krevní plazmě působením enzymu reninu na bílkovinu angiotenzinogen. Je to dekapeptid se sekvencí aminokyselin Asp-Arg-Val-Tyr-Ile-His-Pro-Phe-His-Leu. Je fyziologicky inertní a teprve dalším štěpením angiotenzin konvertujícím enzymem z něj vzniká angiotenzin II. Tento hormon způsobuje vazokonstrikci tepének a zvýšenou produkci hormonu aldosteronu v kůře nadledvin. Aldosteron omezuje vylučování vody ledvinami a to společně s vazokonstrikcí vede ke zvýšení krevního tlaku.

## Přírodní adaptogeny
Adaptogeny jsou dekapeptidy přírodního původu, které pomáhají organizmu lépe odolávat stresovým faktorům. Přírodní adaptogeny se používají v medicíně již celá staletí. Zmiňuje se o nich hlavně čínská medicína.
Adaptogeny byly popsány v roce 1947 jako látky, které pomáhají zvýšit odolnost vůči stresu. Většina studií provedených na adaptogenech byla provedena v Sovětském svazu, Koreji a Číně. V současné době nejsou přijímány ve farmakologických, fyziologických nebo běžných klinických postupech v Evropské unii.
Nejznámější adaptogeny:
- Sibiřský žen-šen (eleuterokok) – jeden z nejznámějších bylinných adaptogenů. Je používán po staletí v Rusku a Číně. Cení se pro schopnost obnovovat energii, povzbuzovat zdraví, zlepšovat paměť a pomáhat při stresu.
- Chisandra chinensis (Klanopraška čínská) – v tradiční čínské medicíně se využívá k zlepšení nálady a mentálního zdraví. Má rovněž povzbudivé účinky, dodává energii při pocitech přepracování.
- Rhodiola rosea (Rozchodnice růžová) – zlatý kořen ze sibiřských plání je využíván v tradiční čínské medicíně proti depresím, pro dobrou náladu, k povzbuzení psychických a fyzických sil. Zvyšuje bdělost, zlepšuje paměť a zvyšuje hladinu dopaminu.

## Lactium
Kromě adaptogenů se v posledních letech výzkum zaměřil na další látku přírodního původu Lactium, hydrolyzát mléčného kaseinu, který obsahuje bioaktivní αS1 dekapeptid. Je strukturou podobný benzodiazepinům. Zjistilo se, že pomáhá lépe zvládat stres, neboť omezuje jeho projevy, jako například zvýšený krevní tlak nebo bušení srdce. Přitom neovlivňuje vnímání, bdělost či schopnost soustředění. Blahodárně působí při regulaci sekrece stresových hormonů, při zklidnění a harmonizaci mysli, při psychické zátěži a zlepšuje odolnost proti stresu.
Obchodní název HypnoX® STOPstres je účinný lék založený na patentované substanci Lactium® (hydrolyzát mléčného proteinu, αS1-dekapeptid). Lactium® je držitelem certifikace o nejvyšší bezpečnosti – GRAS (Americký úřad pro kontrolu léčiv FDA).